# Liga Mistrzyń siatkarek (2009/2010)
Liga Mistrzyń 2009/2010 (oficjalna nazwa Indesit European Champions League) – 10. sezon Ligi Mistrzyń rozgrywanej od 2009 roku, organizowanego przez Europejską Konfederację Piłki Siatkowej (CEV) w ramach europejskich pucharów dla żeńskich klubowych zespołów siatkarskich "starego kontynentu".

## Drużyny uczestniczące
- Volley Bergamo
- Asystel Novara
- Scavolini Pesaro
- Zariecze Odincowo
- Dinamo Moskwa
- Uniwiersitiet-Tiechnołog Biełgorod
- RC Cannes
- ASPTT Miluza
- Enion Energia MKS Dąbrowa Górnicza
- Bank BPS Fakro Muszyna
- BKS Aluprof Bielsko-Biała
- Fenerbahçe Acibadem Stambuł
- VakifGuneşTTelekom Stambuł
- Metal Galați
- ŽOK Rijeka
- VK Modřanská Prostějov

## Rozgrywki

### Faza grupowa
awans do play-off
     gospodarz turnieju finałowego

#### Grupa A
Tabela
| Lp. | Drużyna                            | Pkt | Mecze | Mecze | Mecze | Sety | Sety | Sety  | Małe punkty | Małe punkty | Małe punkty |
| Lp. | Drużyna                            | Pkt | M     | W     | P     | wyg. | prz. | ratio | zdob.       | str.        | ratio       |
| --- | ---------------------------------- | --- | ----- | ----- | ----- | ---- | ---- | ----- | ----------- | ----------- | ----------- |
| 1   | RC Cannes                          | 11  | 6     | 5     | 1     | 16   | 4    | 4.000 | 475         | 377         | 1.260       |
| 2   | Volley Bergamo                     | 10  | 6     | 4     | 2     | 14   | 9    | 1.556 | 505         | 458         | 1.103       |
| 3   | Uniwiersitiet-Tiechnołog Biełgorod | 9   | 6     | 3     | 3     | 11   | 12   | 0.917 | 465         | 488         | 0.953       |
| 4   | ŽOK Rijeka                         | 6   | 6     | 0     | 6     | 2    | 18   | 0.111 | 362         | 484         | 0.748       |

Źródło: cev.lu
Zasady ustalania kolejności: 1. liczba zdobytych punktów; 2. wyższy stosunek setów; 3. wyższy stosunek małych punktów.
Punktacja: zwycięstwo – 2 pkt; porażka – 1 pkt
Wyniki
| Data       | Drużyna 1                          | Wynik | Drużyna 2                          | Sety                              |
| ---------- | ---------------------------------- | ----- | ---------------------------------- | --------------------------------- |
| 01.12.2009 | Uniwiersitiet-Tiechnołog Biełgorod | 0:3   | RC Cannes                          | 21:25, 17:25, 20:25               |
| 03.12.2009 | ŽOK Rijeka                         | 0:3   | Volley Bergamo                     | 16:25, 11:25, 24:26               |
|            |                                    |       |                                    |                                   |
| 08.12.2009 | RC Cannes                          | 3:0   | ŽOK Rijeka                         | 25:12, 25:16, 25:20               |
| 09.12.2009 | Volley Bergamo                     | 3:2   | Uniwiersitiet-Tiechnołog Biełgorod | 18:25, 23:25, 25:22, 25:11, 15:5  |
|            |                                    |       |                                    |                                   |
| 16.12.2009 | Uniwiersitiet-Tiechnołog Biełgorod | 3:0   | ŽOK Rijeka                         | 25:15, 25:21, 25:11               |
| 17.12.2009 | RC Cannes                          | 3:1   | Volley Bergamo                     | 25:19, 18:25, 25:14, 25:7         |
|            |                                    |       |                                    |                                   |
| 06.01.2010 | Volley Bergamo                     | 3:1   | RC Cannes                          | 25:10, 25:22, 18:25, 25:20        |
| 07.01.2010 | ŽOK Rijeka                         | 2:3   | Uniwiersitiet-Tiechnołog Biełgorod | 18:25, 16:25, 25:15, 25:23, 11:15 |
|            |                                    |       |                                    |                                   |
| 12.01.2010 | ŽOK Rijeka                         | 0:3   | RC Cannes                          | 22:25, 17:25, 28:30               |
| 13.01.2010 | Uniwiersitiet-Tiechnołog Biełgorod | 3:1   | Volley Bergamo                     | 25:22, 25:23, 20:25, 25:20        |
|            |                                    |       |                                    |                                   |
| 19.01.2010 | RC Cannes                          | 3:0   | Uniwiersitiet-Tiechnołog Biełgorod | 25:16, 25:17, 25:13               |
| 19.01.2010 | Volley Bergamo                     | 3:0   | ŽOK Rijeka                         | 25:19, 25:18, 25:17               |

#### Grupa B
Tabela
| Lp. | Drużyna                      | Pkt | Mecze | Mecze | Mecze | Sety | Sety | Sety  | Małe punkty | Małe punkty | Małe punkty |
| Lp. | Drużyna                      | Pkt | M     | W     | P     | wyg. | prz. | ratio | zdob.       | str.        | ratio       |
| --- | ---------------------------- | --- | ----- | ----- | ----- | ---- | ---- | ----- | ----------- | ----------- | ----------- |
| 1   | Scavolini Pesaro             | 11  | 6     | 5     | 1     | 17   | 5    | 3.400 | 498         | 424         | 1.175       |
| 2   | VakifGuneşTTelekom Stambuł   | 11  | 6     | 5     | 1     | 17   | 6    | 2.833 | 531         | 444         | 1.196       |
| 3   | Energia MKS Dąbrowa Górnicza | 8   | 6     | 2     | 4     | 6    | 13   | 0.462 | 390         | 430         | 0.907       |
| 4   | ASPTT Miluza                 | 6   | 6     | 0     | 6     | 2    | 15   | 0.133 | 370         | 492         | 0.752       |

Źródło: cev.lu
Zasady ustalania kolejności: 1. liczba zdobytych punktów; 2. wyższy stosunek setów; 3. wyższy stosunek małych punktów.
Punktacja: zwycięstwo – 2 pkt; porażka – 1 pkt
Wyniki
| Data       | Drużyna 1                    | Wynik | Drużyna 2                    | Sety                              |
| ---------- | ---------------------------- | ----- | ---------------------------- | --------------------------------- |
| 03.12.2009 | Scavolini Pesaro             | 3:0   | Energia MKS Dąbrowa Górnicza | 25:21, 25:12, 25:16               |
| 03.12.2009 | ASPTT Miluza                 | 0:3   | VakifGuneşTTelekom Stambuł   | 24:26, 22:25, 20:25               |
|            |                              |       |                              |                                   |
| 08.12.2009 | Energia MKS Dąbrowa Górnicza | 3:0   | ASPTT Miluza                 | 25:14, 25:17, 25:23               |
| 10.12.2009 | VakifGuneşTTelekom Stambuł   | 3:2   | Scavolini Pesaro             | 22:25, 22:25, 25:19, 25:17, 15:13 |
|            |                              |       |                              |                                   |
| 15.12.2009 | Energia MKS Dąbrowa Górnicza | 0:3   | VakifGuneşTTelekom Stambuł   | 12:25, 18:25, 16:25               |
| 17.12.2009 | Scavolini Pesaro             | 3:0   | ASPTT Miluza                 | 25:13, 25:17, 25:22               |
|            |                              |       |                              |                                   |
| 05.01.2010 | ASPTT Miluza                 | 0:3   | Scavolini Pesaro             | 16:25, 15:25, 18:25               |
| 06.01.2010 | VakifGuneşTTelekom Stambuł   | 3:0   | Energia MKS Dąbrowa Górnicza | 25:22, 25:20, 25:18               |
|            |                              |       |                              |                                   |
| 13.01.2010 | ASPTT Miluza                 | 1:3   | Energia MKS Dąbrowa Górnicza | 14:25, 23:25, 25:19, 13:25        |
| 14.01.2010 | Scavolini Pesaro             | 3:2   | VakifGuneşTTelekom Stambuł   | 25:18, 25:23, 13:25, 21:25, 15:8  |
|            |                              |       |                              |                                   |
| 19.01.2010 | VakifGuneşTTelekom Stambuł   | 3:1   | ASPTT Miluza                 | 22:25, 25:19, 25:10, 25:20        |
| 19.01.2010 | Energia MKS Dąbrowa Górnicza | 0:3   | Scavolini Pesaro             | 23:25, 21:25, 19:25               |

#### Grupa C
Tabela
| Lp. | Drużyna                     | Pkt | Mecze | Mecze | Mecze | Sety | Sety | Sety  | Małe punkty | Małe punkty | Małe punkty |
| Lp. | Drużyna                     | Pkt | M     | W     | P     | wyg. | prz. | ratio | zdob.       | str.        | ratio       |
| --- | --------------------------- | --- | ----- | ----- | ----- | ---- | ---- | ----- | ----------- | ----------- | ----------- |
| 1   | Fenerbahçe Acibadem Stambuł | 12  | 6     | 6     | 0     | 18   | 2    | 9.000 | 474         | 390         | 1.215       |
| 2   | Dinamo Moskwa               | 10  | 6     | 4     | 2     | 14   | 11   | 1.273 | 556         | 535         | 1.039       |
| 3   | VK Modřanská Prostějov      | 8   | 6     | 2     | 4     | 8    | 16   | 0.500 | 494         | 541         | 0.913       |
| 4   | BKS Aluprof Bielsko-Biała   | 6   | 6     | 0     | 6     | 7    | 18   | 0.389 | 503         | 561         | 0.897       |

Źródło: cev.lu
Zasady ustalania kolejności: 1. liczba zdobytych punktów; 2. wyższy stosunek setów; 3. wyższy stosunek małych punktów.
Punktacja: zwycięstwo – 2 pkt; porażka – 1 pkt
Wyniki
| Data       | Drużyna 1                   | Wynik | Drużyna 2                   | Sety                              |
| ---------- | --------------------------- | ----- | --------------------------- | --------------------------------- |
| 01.12.2009 | Aluprof Bielsko-Biała       | 2:3   | Dinamo Moskwa               | 25:20, 26:28, 25:15, 24:26, 11:15 |
| 03.12.2009 | Fenerbahçe Acibadem Stambuł | 3:0   | Modřanská Prostějov         | 25:18, 25:11, 25:21               |
|            |                             |       |                             |                                   |
| 09.12.2009 | Dinamo Moskwa               | 0:3   | Fenerbahçe Acibadem Stambuł | 23:25, 20:25, 14:25               |
| 09.12.2009 | Modřanská Prostějov         | 3:2   | Aluprof Bielsko-Biała       | 18:25, 25:18, 21:25, 27:25, 15:10 |
|            |                             |       |                             |                                   |
| 15.12.2009 | Modřanská Prostějov         | 1:3   | Dinamo Moskwa               | 17:25, 20:25, 25:19, 27:29        |
| 17.12.2009 | Fenerbahçe Acibadem Stambuł | 3:0   | Aluprof Bielsko-Biała       | 25:22, 25:18, 25:19               |
|            |                             |       |                             |                                   |
| 05.01.2010 | Aluprof Bielsko-Biała       | 0:3   | Fenerbahçe Acibadem Stambuł | 19:25, 21:25, 17:25               |
| 06.01.2010 | Dinamo Moskwa               | 3:1   | Modřanská Prostějov         | 27:25, 19:25, 25:13, 25:19        |
|            |                             |       |                             |                                   |
| 12.01.2010 | Aluprof Bielsko-Biała       | 2:3   | Modřanská Prostějov         | 25:20, 25:19, 22:25, 15:25        |
| 14.01.2010 | Fenerbahçe Acibadem Stambuł | 3:2   | Dinamo Moskwa               | 20:25, 14:25, 25:23, 25:18        |
|            |                             |       |                             |                                   |
| 19.01.2010 | Modřanská Prostějov         | 0:3   | Fenerbahçe Acibadem Stambuł | 20:25, 22:25, 21:25               |
| 19.01.2010 | Dinamo Moskwa               | 3:1   | Aluprof Bielsko-Biała       | 25:17, 25:18, 22:25, 25:19        |

#### Grupa D
Tabela
| Lp. | Drużyna                | Pkt | Mecze | Mecze | Mecze | Sety | Sety | Sety  | Małe punkty | Małe punkty | Małe punkty |
| Lp. | Drużyna                | Pkt | M     | W     | P     | wyg. | prz. | ratio | zdob.       | str.        | ratio       |
| --- | ---------------------- | --- | ----- | ----- | ----- | ---- | ---- | ----- | ----------- | ----------- | ----------- |
| 1   | Asystel Novara         | 10  | 6     | 4     | 2     | 14   | 9    | 1.556 | 496         | 476         | 1.042       |
| 2   | Bank BPS Fakro Muszyna | 9   | 6     | 3     | 3     | 11   | 9    | 1.222 | 444         | 420         | 1.057       |
| 3   | Zariecze Odincowo      | 9   | 6     | 3     | 3     | 13   | 11   | 1.182 | 515         | 509         | 1.012       |
| 4   | Metal Galați           | 8   | 6     | 2     | 4     | 6    | 15   | 0.400 | 432         | 482         | 0.896       |

Źródło: cev.lu
Zasady ustalania kolejności: 1. liczba zdobytych punktów; 2. wyższy stosunek setów; 3. wyższy stosunek małych punktów.
Punktacja: zwycięstwo – 2 pkt; porażka – 1 pkt
Wyniki
| Data       | Drużyna 1              | Wynik | Drużyna 2              | Sety                              |
| ---------- | ---------------------- | ----- | ---------------------- | --------------------------------- |
| 01.12.2009 | Metal Galați           | 3:1   | Bank BPS Fakro Muszyna | 20:25, 25:19, 25:22, 25:16        |
| 03.12.2009 | Zariecze Odincowo      | 2:3   | Asystel Novara         | 17:25, 27:25, 20:25, 25:18, 10:15 |
|            |                        |       |                        |                                   |
| 10.12.2009 | Bank BPS Fakro Muszyna | 3:0   | Zariecze Odincowo      | 25:20, 25:19, 25:22               |
| 10.12.2009 | Asystel Novara         | 3:0   | Metal Galați           | 25:18, 25:18, 28:26               |
|            |                        |       |                        |                                   |
| 15.12.2009 | Metal Galați           | 3:2   | Zariecze Odincowo      | 19:25, 18:25, 26:24, 25:16, 15:7  |
| 17.12.2009 | Bank BPS Fakro Muszyna | 3:0   | Asystel Novara         | 25:15, 25:14, 25:9                |
|            |                        |       |                        |                                   |
| 06.01.2010 | Asystel Novara         | 3:1   | Bank BPS Fakro Muszyna | 25:14, 23:25, 25:14, 25:22        |
| 07.01.2010 | Zariecze Odincowo      | 3:0   | Metal Galați           | 25:21, 25:20, 25:21               |
|            |                        |       |                        |                                   |
| 13.01.2010 | Zariecze Odincowo      | 3:0   | Bank BPS Fakro Muszyna | 25:19, 25:21, 25:22               |
| 13.01.2010 | Metal Galați           | 0:3   | Asystel Novara         | 19:25, 20:25, 18:25               |
|            |                        |       |                        |                                   |
| 19.01.2010 | Asystel Novara         | 2:3   | Zariecze Odincowo      | 25:20, 21:25, 19:25, 25:23, 9:15  |
| 19.01.2010 | Bank BPS Fakro Muszyna | 3:0   | Metal Galați           | 25:17, 25:21, 25:15               |

### Play-off

#### Runda 12
| Data       | Drużyna 1                    | Wynik | Drużyna 2                          | Sety                              |
| ---------- | ---------------------------- | ----- | ---------------------------------- | --------------------------------- |
| 11.02.2010 | VakifGuneşTTelekom Stambuł   | 3:0   | Uniwiersitiet-Tiechnołog Biełgorod | 25:12, 25:17, 25:16               |
| 17.02.2010 | VakifGuneşTTelekom Stambuł   | 3:0   | Uniwiersitiet-Tiechnołog Biełgorod | 25:17, 25:16, 25:19               |
|            |                              |       |                                    |                                   |
| 09.02.2010 | Energia MKS Dąbrowa Górnicza | 2:3   | Asystel Novara                     | 22:25, 18:25, 27:25, 25:23, 13:15 |
| 16.02.2010 | Energia MKS Dąbrowa Górnicza | 0:3   | Asystel Novara                     | 18:25, 17:25, 20:25               |
|            |                              |       |                                    |                                   |
| 09.02.2010 | Dinamo Moskwa                | 0:3   | Zariecze Odincowo                  | 20:25, 17:25, 19:25               |
| 18.02.2010 | Dinamo Moskwa                | 3:1   | Zariecze Odincowo                  | 20:25, 28:26, 25:22, 25:20        |
|            |                              |       |                                    |                                   |
| 10.02.2010 | Metal Galați                 | 0:3   | Fenerbahçe Acibadem Stambuł        | 21:25, 23:25, 15:25               |
| 18.02.2010 | Metal Galați                 | 0:3   | Fenerbahçe Acibadem Stambuł        | 15:25, 25:27, 20:25               |
|            |                              |       |                                    |                                   |
| 11.02.2010 | Volley Bergamo               | 3:0   | Bank BPS Muszynianka               | 25:20, 25:23, 25:21               |
| 18.02.2010 | Volley Bergamo               | 2:3   | Bank BPS Muszynianka               | 25:21, 25:16, 21:25, 21:25, 8:15  |
|            |                              |       |                                    |                                   |
| 11.02.2010 | Modranská Prostějov          | 1:3   | Scavolini Pesaro                   | 28:30, 25:19, 22:25, 24:26        |
| 18.02.2010 | Modranská Prostějov          | 0:3   | Scavolini Pesaro                   | 18:25, 18:25, 20:25               |

#### Runda 6
| Data       | Drużyna 1                  | Wynik | Drużyna 2                   | Sety                              |
| ---------- | -------------------------- | ----- | --------------------------- | --------------------------------- |
| 02.03.2010 | VakifGuneşTTelekom Stambuł | 1:3   | Asystel Novara              | 22:25, 23:25, 27:25, 16:25        |
| 10.03.2010 | VakifGuneşTTelekom Stambuł | 0:3   | Asystel Novara              | 22:25, 22:25, 23:25               |
|            |                            |       |                             |                                   |
| 04.03.2010 | Zariecze Odincowo          | 0:3   | Fenerbahçe Acibadem Stambuł | 20:25, 15:25, 24:26               |
| 11.03.2010 | Zariecze Odincowo          | 0:3   | Fenerbahçe Acibadem Stambuł | 17:25, 22:25, 23:25               |
|            |                            |       |                             |                                   |
| 04.03.2010 | Volley Bergamo             | 2:3   | Scavolini Pesaro            | 25:20, 25:27, 26:24, 18:25, 12:15 |
| 11.03.2010 | Volley Bergamo             | 3:1   | Scavolini Pesaro            | 25:18, 25:22, 20:25, 25:22        |

### Turniej finałowy
Cannes

#### Półfinały
| Data       | Drużyna 1                   | Wynik | Drużyna 2      | Sety                              |
| ---------- | --------------------------- | ----- | -------------- | --------------------------------- |
| 03.04.2010 | Fenerbahçe Acibadem Stambuł | 3:2   | RC Cannes      | 18:25, 25:19, 25:18, 17:25, 23:21 |
| 03.04.2010 | Volley Bergamo              | 3:1   | Asystel Novara | 25:20, 21:25, 25:19, 25:15        |

#### Mecz o 3. miejsce
| Data       | Drużyna 1 | Wynik | Drużyna 2      | Sety                |
| ---------- | --------- | ----- | -------------- | ------------------- |
| 04.04.2010 | RC Cannes | 3:0   | Asystel Novara | 26:24, 25:19, 25:18 |

#### Finał
| Data       | Drużyna 1      | Wynik | Drużyna 2                   | Sety                             |
| ---------- | -------------- | ----- | --------------------------- | -------------------------------- |
| 04.04.2010 | Volley Bergamo | 3:2   | Fenerbahçe Acibadem Stambuł | 25:22, 25:21, 22:25, 20:25, 15:9 |

## Klasyfikacja końcowa
| Miejsce | Drużyna                     |
| ------- | --------------------------- |
| złoto   | Volley Bergamo              |
| srebro  | Fenerbahçe Acibadem Stambuł |
| brąz    | RC Cannes                   |
| 4.      | Asystel Novara              |